# Microtus xanthognathus
Microtus xanthognathus är en däggdjursart som först beskrevs av Leach 1815.  Microtus xanthognathus ingår i släktet åkersorkar och familjen hamsterartade gnagare. IUCN kategoriserar arten globalt som livskraftig. Inga underarter finns listade i Catalogue of Life.
Vuxna exemplar blir 14,1 till 17,3 cm långa (huvud och bål), har en 4,5 till 5,3 cm lång svans och väger 140 till 170 g. Bakfötternas längd är 2,4 till 2,7 cm. Pälsfärgen på ovansidan varierar mellan sepiabrun och gulbrun med några svarta hår inblandade. På undersidan förekommer grå päls och ungdjur är helt mörkgrå. Microtus xanthognathus har en diploid kromosomuppsättning med 54 kromosomer (2n=54).
Denna gnagare förekommer i centrala och västra Kanada samt i Alaska. Den lever i skogar och i andra områden med träd, ofta nära vattendrag.
Valet av reviret är mer beroende av goda förhållanden att bygga bo, till exempel ett tjockare täcke av mossa. Dessutom ska det finnas växter med jordstam som utgör artens föda. Denna gnagare äter även gräs, lav, blåbär och växter av fräkensläktet. Bredvid boets ingång skapas en hög med bråte. Microtus xanthognathus har dessutom flera stigar genom vitmossor. Honor kan ha en eller två kullar per år med 6 till 13 ungar per kull. Den första parningen sker efter första vintern.
Hanar etablerar ett revir och de parar sig med flera honor som lever i samma territorium. Ofta används samma tunnelsystem av fem till tio individer under vintern.